# Guy Coheleach
Guy Joseph Coheleach (* 22. Februar 1933 in New York City) ist ein US-amerikanischer Wildtiermaler.

## Leben
Coheleach wuchs, als eines von neun Kindern, in Baldwin, Long Island, auf. Fasziniert von der Tierwelt in der Gegend, begann er im Alter von zehn Jahren an zu zeichnen. Er besuchte Jones Beach und die Baldwin Bay, wo er Möwen und andere Wasservögel zeichnete. 
Nach der Absolvierung der Bishop Loughlin High School in Brooklyn, New York, erhielt er ein Stipendium für die Cooper Union School of Art in New York City, wo er 1956 seinen Abschluss machte. Im Koreakrieg diente er als Specialist der 65th Combat Engineers, die der 25. Infanteriedivision unterstellt waren. Nach seinem Studium begann er eine Karriere in der Werbegrafik. Diese reichte von der Illustration von Versandhauskatalogen bis zur Gestaltung von Bonbonschachteln. Auf Anraten von Don Richard Eckelberry, seinem Mentor auf der Kunsthochschule, spezialisierte sich Coheleach Anfang der 1960er Jahre auf die Darstellung von frei lebenden Tieren nach eigener Beobachtung. Er malte in der Natur mit Öl, Tempera, Acryl und Aquarell, insbesondere Großwild (Löwen, Tiger, Leoparden, Elefanten etc.), aber auch Greifvögel, wie den Weißkopfseeadler. 
Die National Wildlife Federation gab jährlich Werbemarken mit Bildern von Vögeln, Säugetieren, Pflanzen, Bäumen und Fischen heraus, die landesweit beliebt waren. Coheleach schuf vier Tierbilder und reichte sie für mögliche Naturschutzbriefmarken ein. Der Kunstredakteur der Organisation, Roger Tory Peterson, akzeptierte zwei von ihnen und gab weitere in Auftrag.
In den folgenden Jahren gewann Coheleach viele Preise für seine Tierbilder, verkaufte erfolgreich Drucke und Bücher seiner Werke und reiste durch die ganze Welt, um die Tierwelt zu studieren. Seine erste Reise nach Afrika war im Jahr 1966. Seither kehrte er fünfmal pro Jahr auf den Kontinent zurück. Im Jahr 1972 wurde Coheleach in Sambia von einem Elefanten umgerannt, was mit der Kamera festgehalten und in den drei größten Fernsehsendern der Vereinigten Staaten ausgestrahlt wurde. Coheleachs Arbeit in Afrika war Gegenstand der Sendung Journeys of an Artist, die vom Fernsehsender PBS produziert wurde. Er war auch Gegenstand von zwei Filmen: Guy Coheleach and the Bald Eagle und Quest: An Artist and His Prey. Darüber hinaus berichteten Reader’s Digest, The Saturday Evening Post, National Wildlife Magazine, Wildlife Art News und viele andere regionale Kunst- und Naturmagazine über ihn.
Coheleachs Gemälde wurden von 1991 bis 2011 in 41 retrospektiven Einzelausstellungen in großen Museen in 36 Städten von New York bis Los Angeles gezeigt. Neben über hundert kommerziellen Einzelausstellungen weltweit wurden seine Werke auch in der National Collection of Fine Art, im Royal Ontario Museum, im Weißen Haus, in der Corcoran Gallery of Art in Washington D.C., in der Norton Gallery und im Newark Museum ausgestellt.
Coheleach war der erste westliche Künstler, der nach dem Zweiten Weltkrieg in Peking ausstellte. 1972 wurde er Gründungsmitglied der WWF-Stiftung The 1001: A Nature Trust, die an der University of Tennessee jährlich etwa sechs Vollstipendien für die School of Wildlife Management ermöglicht.
Seine Gemälde wurden acht Mal mit dem Society of Animal Artists’ Award of Excellence ausgezeichnet und 1983 erhielt er die prestigeträchtige Master Artist Medal des Leigh Yawkey Woodson Art Museum. Im Jahr 2012 wurde er von der Society of Animal Artists mit dem Lifetime Achievement Award ausgezeichnet. 1975 erhielt er die Ehrendoktorwürde der Künste vom College of William & Mary.

## Illustrierte Werke von Guy Coheleach
- Hanniford Rush: The Begining Knowledge Book of Backyard Birds, 1967
- New Mexico Game & Fish (Hrsg.): New Mexico Wildlife, 1976
- Nancy A. Neff: The Big Cats: The Paintings of Guy Coheleach, 1982
- Jim Rikhoff: Hunting the African Buffalo, 1984
- Leslie H. Brown und Dean Amadon: Eagles, Hawks, and Falcons of the World, Volumes I and II, Combined in One Book, 1989
- Terry Wieland: Guy Coheleach: Masters of the Wild, 1990
- Jim Corbett: Man-Eaters of Kumaon, 1990
- Jim Rikhoff: Hunting Africa: Kenya; an Anthology, 1992
- Terry Wieland: Guy Coheleach’s Animal Art, 1994
- Jim Rikhoff: Hunting the African Leopard, An Anthology, 1995
- Guy Coheleach: The African Lion as Man-Eater, 2002